# ZERO/Endless NOVA performed by AG7
『ZERO/Endless NOVA performed by AG7』（ゼロ/エンドレスノヴァ・パフォームド・バイ・エージーセブン）は、小林竜之とAG7のスプリット・シングル。2014年7月23日にDIVE II entertainmentからリリースされた。

## 概要
小林竜之のデビューシングルであり、「全日本アニソングランプリ」の歴代優勝者による期間限定ユニットAG7（喜多修平、HIMEKA、佐咲紗花、河野マリナ、鈴木このみ、岡本菜摘、小林竜之）の唯一のシングルである。
『ZERO』は、テレビアニメ『最強銀河 究極ゼロ 〜バトルスピリッツ〜』のオープニングテーマ。『Endless NOVA』は、エンディングテーマとなっている。
小林竜之の写真がジャケットとなっているDVD付属版と、『最強銀河 究極ゼロ 〜バトルスピリッツ〜』のイラストがジャケットとなっているCDのみの2種類の仕様でリリースされ、DVDには『ZERO』と『Endless NOVA』ミュージックビデオと、『最強銀河 究極ゼロ 〜バトルスピリッツ〜』のノンクレジットのオープニングムービーが収録されている。初回封入特典として、バトルスピリッツ特製プロモーションカードが2種類共通で1枚封入されていた。
AG7のシングルリリースを記念して、タワーレコードのコラボレーション企画「TOWERanime × AG7」が2014年7月22日から8月4日の期間で実施された。企画の内容としては、タワーレコードとTOWERmini各店にAG7のポスター掲出。開店時の店内アナウンスのAG7 ver.の放送。AG7のコメント入りスペシャルフライヤーの配布。対象シングル先着購入者に、タワーレコードオリジナル特典ポストカードのプレゼント。オンライン特設ページからの応募抽選で、直筆サイン入りコラボポスターのプレゼント。タワーレコード新宿店でパネル展開催などの6つの企画が実施された。

## 収録曲

### CD
1. ZERO
作詞:KOTOKO、作曲:朝倉紀行、編曲:久米康嵩
2. Endless NOVA
作詞:畑亜貴、作曲・編曲:岩橋星実
3. ZERO（Instrumental)
4. Endless NOVA（Instrumental）
5. ZERO（Anime version）
6. Endless NOVA（Anime version）

### DVD
1. ZERO -music video-
2. Endless NOVA -music video-
3. 「最強銀河 究極ゼロ 〜バトルスピリッツ〜」-opening movie- (nontelop）